# Gábor Alfréd Fehérvári
Gábor Alfréd Fehérvári, znan pod umetniškim imenom Freddie, madžarski pevec, * 8. april 1990

## Kariera
Freddijev dedek je bil madžarski nogometni trener Alfréd Fehérvári. Freddie je pred glasbeno kariero študiral na komercialni fakulteti in delal kot asistent v Győru. Freddie je prvič profesionalno nastopal v madžarski različici Rising Star. V finalu je končal na četrtem mestu.
Decembra 2015 je bilo objavljeno, da bo Freddie sodeloval na »A Dal 2016« s pesmijo »Pioneer«. Zmagal je na A Dal in zastopal svojo državo na Pesmi Evrovizije 2016. Nastopil je v prvem polfinalu in se prebil v finale v katerem je zasedel 19. mesto. Leta 2018 je tudi vodil madžarski nacionalni izbor je tudi s Krisztino Rátonyi.

## Diskografija

### Pesmi
- »Mary Joe« (2015)
- »Naked nem kell« (2015)
- »Pioneer« (2015)
- »Na jó, Hello« (2016)
- »Ez a vihar« (2017)
- »Csodák« (2017)
- »Nincsen holnap« (2017)